# 豊浜サービスエリア

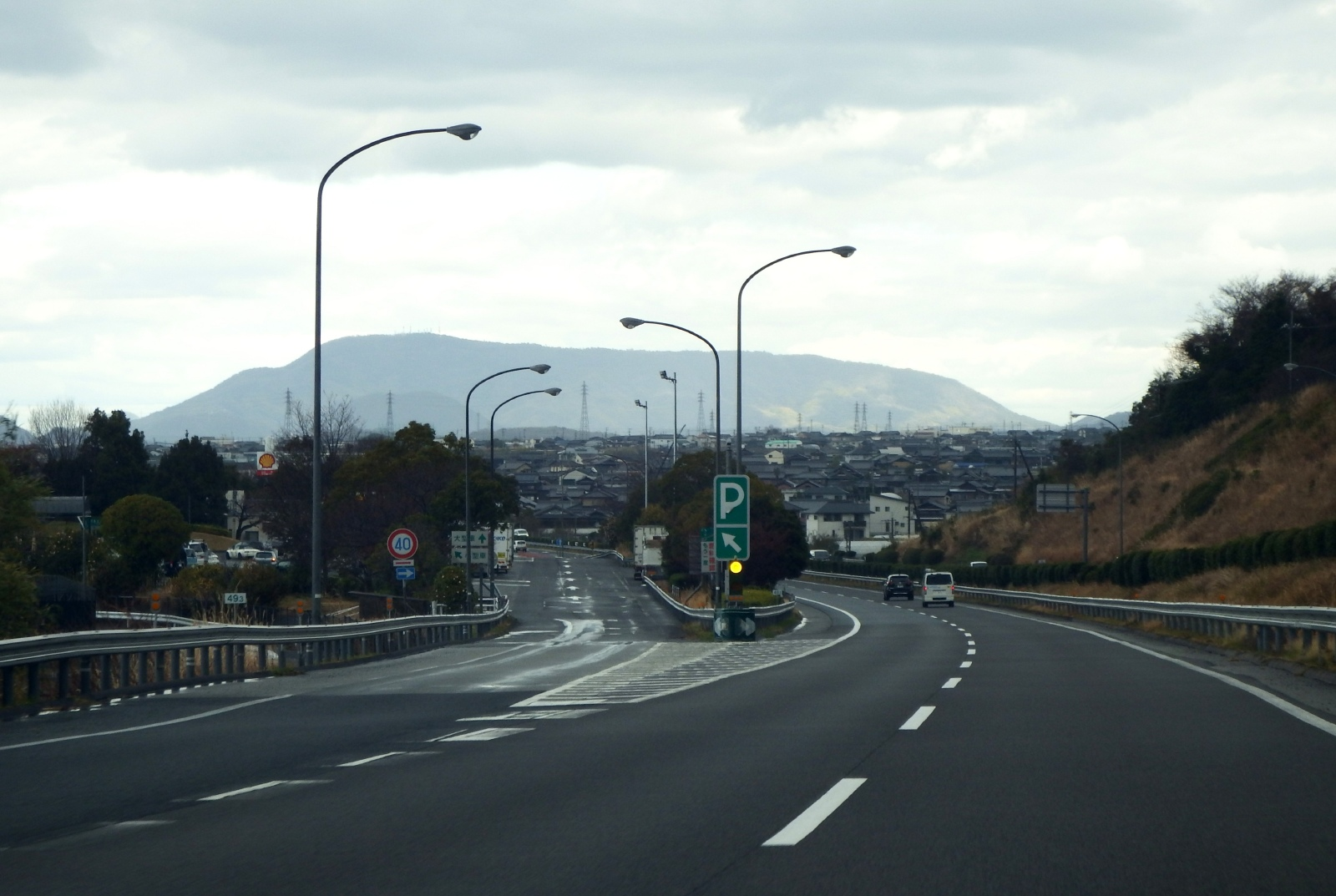
高松道上り線より豊浜SAへ（背後に琴平山）

豊浜サービスエリア（とよはまサービスエリア）は、香川県観音寺市豊浜町箕浦にある高松自動車道のサービスエリアである。

## 概要
当SAのガソリンスタンドは四国の高速道路で唯一24時間営業のフルサービス方式である。上下線の流入直前にバスストップがあるが、開設以来高速バスが停車したことはない。上屋も撤去されている。

## 施設

### 上り線（岡山・高松）方面
- 駐車場
  - 大型 25台
  - 小型 71台
  - 二輪 4台
- トイレ
  - 男性 大5（和式1・洋式4）・小7
  - 女性 21（和式9・洋式12）
  - 車椅子用 1
- ガソリンスタンド（出光興産（エネクスフリート）、24時間）[1]
- 給電スタンド（24時間）
- レストラン（11:00 - 21:00（ラストオーダー20:30））
- スナック（24時間）
- ショッピング（24時間）
- 自動販売機
- 携帯電話充電器（24時間）
- インフォメーション・FAXサービス（9:00 - 17:00）
- ハイウェイオフィス（パソコン・プリンターあり。パソコン : 24時間、プリンター : インフォメーション開設時間内）持ち込みパソコンも使用可[2]。
- 郵便ポスト

### 下り線（松山・高知）方面
- 駐車場
  - 大型 25台
  - 小型 71台
  - 二輪 4台
- トイレ
  - 男性 大5（和式1・洋式4）・小7
  - 女性 20（和式8・洋式12）
  - 車椅子用 1
- ガソリンスタンド（出光興産（エネクスフリート）、24時間）[3]
- 給電スタンド（24時間）
- レストラン うどん専門店「将八」（平日 11:00 - 20:00 / 休日 10:00 - 21:00）[4]
- スナックコーナー・フードコート[4]
  - ラーメン「元祖豊浜ラーメン」（24時間）
  - うどん「讃岐うどん いぶき」（24時間）
  - 定食・丼ぶり「お食事処 銭形食堂」（24時間）
  - 鉄板焼き「オリーブ庵」（10:00 - 22:00）
- カフェ
  - KEY'S CAFÉ（平日 7:00 - 16:00、土日祝日 7:00 - 17:00）[5]
- ショッピング（24時間）
- 自動販売機
- 携帯電話充電器（24時間）
- インフォメーション・FAXサービス（9:00 - 17:00）

## 隣
E11 高松自動車道
(5)大野原IC - 豊浜SA - (6)川之江JCT